# Franklin (Ohio)
Pour les articles homonymes, voir Franklin.
Franklin est une ville du comté de Warren dans l’État de l’Ohio. Lors du recensement de 2010, sa population s’élevait à 11 771 habitants. Sa superficie totale est de 24,19 km2.